# Еникеев, Рифхат Салихович
Рифхат Салихович Еникеев (9 мая 1924, Новая Муртаза, Башкирская АССР — 17 апреля 2000, Иванаево, Республика Башкортостан) — председатель колхоза имени Карла Маркса Дюртюлинского района Башкирской АССР в 1963—1989 годах, Герой Социалистического Труда.

## Биография
Рифкат Салихович Еникеев родился 9 мая 1924 г. в с. Новая Муртаза Бирского кантона Башкирской АССР (ныне Чекмагушевского района Республики Башкортостан) в семье хлебопашца-середняка. В 1937 году его отца арестовывают и ссылают в Сибирь. Семья с 6 детьми осталась без кормильца.
Мать по сути одна тянула лямку полуголодного существования. Рифхат после окончания семилетки пошёл работать в колхозе «Комбайн» Чекмагушевского района БАССР в 1941 году.
В августе 1942 г. призван в ряды Красной Армии, с 1943 г. находился на фронте. В августе 1944 г. демобилизован из-за тяжёлого боевого ранения.
Работал бригадиром полеводческой бригады колхоза «Комбайн», в 1945 г. назначен директором Калмашского маслозавода. С 1947 г. трудился в пунктах Заготзерно в Чекмагушевском, Дюртюлинском, Илишевском районах: в 1950—1951 гг. — заместителем директора Чекмагушевского пункта, в 1951—1953 гг. — заместителем директора, в 1953—1955 гг. — директором Исмаиловского пункта, в 1955—1959 тт. —директором Груздевского пункта. В феврале 1959 г. избран председателем колхоза «Урал» Илишевского района, в июне 1963 г. — председателем колхоза имени Карла Маркса Дюртюлинского района.
За короткое время колхоз, возглавляемый Р. С. Еникеевым, превратился в крупное многоотраслевое высокорентабельное хозяйство Дюртюлинского района, вошел в число передовых в республике. Все населённые пункты и общественные объекты колхоза были электрифицированы, газифицированы свиноводческие фермы, организована электродойка коров. Колхоз одним из первых в республике стал хозяйством высокой культуры земледелия и животноводства. В годы восьмой пятилетки (1966—1970) планы производства по зерну были выполнены на 130 процентов, по мясу и молоку — на 101, по яйцу — на 107,8, по шерсти — на 108 процентов, планы заготовки по зерну были выполнены на 176,5 процента, по мясу — на 105,8, по молоку — на 151, по яйцу — на 106, по шерсти — на 127 процентов.
В 1966—1970 гг. в капитальное строительство колхоз вложил 3 535 тысяч рублей. Денежные доходы хозяйства возросли с 1 430 тысяч рублей в 1965 г. до 1 936,5 тысячи рублей в 1970 г. Была проведена работа по комплексной механизации всех трудоемких процессов в животноводстве и растениеводстве. Урожайность зерновых за годы пятилетки выросла с 16,9 центнера до 29,37 центнера с гектара.
За выдающиеся успехи, достигнутые в развитии сельскохозяйственного производства и выполнении пятилетнего плана продажи государству продуктов земледелия и животноводства, Указом Президиума Верховного Совета СССР от 8 апреля 1971 г Р. С. Еникееву присвоено звание Героя Социалистического Труда.
В 1989 г. вышел на пенсию.
Заслуженный работник сельского хозяйства Башкирской АССР (1971).
Депутат Верховного Совета Башкирской АССР седьмого созыва (1967—1971).
Умер 17 апреля 2000 года.

## Награды
- Герой Социалистического Труда (1971)
- Награждён орденами Ленина (1966, 1971), Трудового Красного Знамени (1976), Дружбы народов (1986), Отечественной войны II степени (1985), Красной Звезды (1943), Славы III степени (1943), медалями, Почётной грамотой Президиума Верховного Совета Башкирской АССР (1984)

## Память
В 2000 году колхоз имени Карла Маркса переименован в сельскохозяйственный производственный кооператив-колхоз (СПКК) имени Р. С. Еникеева.
В с. Иванаево Дюртюлинского района установлен памятник Р. С. Еникееву